# Anthrenus botswaniensis
Anthrenus botswaniensis – gatunek chrząszcza z rodziny skórnikowatych i podrodziny Megatominae.
Gatunek ten opisany został po raz pierwszy w 2006 roku przez Jiříego Hávę i Marcina Kadeja na łamach „Mitteilungen des Internationalen Entomologischen Vereins”. Jako lokalizację typową wskazano okolicę Kgale Hill na południowo-zachód od Gabarone w Botswanie. Epitet gatunkowy pochodzi od nazwy tego kraju.
Chrząszcz o silnie wypukłym ciele długości od 2,05 a 2,25 mm i szerokości od 1,45 do 1,6 mm, porośniętym łuskami. Głowa zaopatrzona jest w duże, wysklepione oczy złożone i brązowe, jedenastoczłonowe czułki o buławce zbudowanej z trzech członów, z których ostatni jest owalny. Łuski na czole mają ciemnobrązową barwę. Przedplecze jest ciemnobrązowe, lekko punktowane, porośnięte brązowymi i szarymi łuskami. Dołki na czułki są całkowicie otwarte. Pokrywy porastają pomieszane łuski ciemnobrązowe, pomarańczowobrązowe i szare, miejscami tworzące niemal kompletne przepaski poprzeczne. Spód ciała porastają przemieszane łuski brązowe i szare. Odnóża są brązowe z szarymi łuskami na stronie grzbietowej. Stopy wieńczą lekko zakrzywione pazurki.
Gatunek afrotropikalny, endemiczny dla Botswany.